# Bancroft (Kentucky)
bancroft es una ciudad ubicada en el condado de Jefferson en el estado estadounidense de Kentucky. En el Censo de 2010 tenía una población de 494 habitantes y una densidad poblacional de 767,4 personas por km².

## Geografía
bancroft se encuentra ubicada en las coordenadas 38°16′55″N 85°36′45″O / 38.28194, -85.61250. Según la Oficina del Censo de los Estados Unidos, bancroft tiene una superficie total de 0.64 km², de la cual 0.64 km² corresponden a tierra firme y (0%) 0 km² es agua.

## Demografía
Según el censo de 2010, había 494 personas residiendo en bancroft. La densidad de población era de 767,4 hab./km². De los 494 habitantes, bancroft estaba compuesto por el 91.3% blancos, el 3.64% eran afroamericanos, el 0.2% eran amerindios, el 3.44% eran asiáticos, el 0% eran isleños del Pacífico, el 0.4% eran de otras razas y el 1.01% pertenecían a dos o más razas. Del total de la población el 2.63% eran hispanos o latinos de cualquier raza.